# Натанијел Мајер Анселм фон Ротшилд
Натанијел Мајер фон Ротшилд (Беч, 26. октобар 1836 — Беч,16. јун 1905) био је члан аустријске банкарске породице Ротшилд, познат као љубитељ уметности, колекционар и филантроп.

## Живот
Рођен је у Бечу, био је пето дете и први син Анселма фон Ротшилда (1803–1874) и његове супруге Шарлоте фон Ротшилд (1807–1859). Његов деда Саломон Мајер фон Ротшилд (1774–1855), родом из Франкфурта, основао је бечку банкарску кућу С.М. фон Ротшилд 1820, коју је његов отац наставио под именом Кредитаншталт.
Очекивало се да ће Натанијел као најстарији мушкарац преузети вођење породичног банкарског пословања у Аустрији. Студирао је у Бруну, али је пао у немилост свог оца који га је сматрао екстравагантним и финансијски неодговорним. Уместо да се бави бизнисом, Натанијел је свој живот провео као бонвиван који је градио виле и сакупљао уметничка дела.
Од 1872. до 1884. дао је да се подигне Палата Натанијел Ротшилд у улици Терезијанум број 14-16 у Бечу, у четвртом бецирку (округу) Видену. Палата је изграђена у раскошном стилу попут целе бечке Рингштрасе у стилу француске ренесансне архитектуре. Натанијел је живео сам у малом стану, док је у разним деловима палате била изложена његова велика збирка уметности. Палата је тешко оштећена у америчком бомбардовању Беча у Другом светском рату и зато је убрзо срушена.
Године 1880. купио је замак Енцесфелд са његовом огромном имовином од грофова Шенбург-Хартенштајн. Такође је изградио палату Хинтерлајтен у Рајхенау ан дер Ракс у стилу Луја XIII из 1884. Живописна област Рајхенауа постала је лако доступна из Беча отварањем јужне железничке пруге и еволуирала је у популарно излетиште високог бечког друштва, међу којима је био и хабзбуршки надвојвода Карл Лудвиг од Аустрије који је ту изградио вилу Вартхолц. Ипак, Натанијел Ротшилд је провео само две године у својој палати пре него што ју је ставио на располагање Министарству рата да је користи као дом за опоравак ратних ветерана.
Након очеве смрти 1874. године, Натанијел и његов брат Фердинанд (1839–1898), власник имања Вадесдон, наследили су већину породичне имовине и уметничке колекције. Породични посао припао је најмлађем брату Алберту (1844–1911), који је успешно наставио финансијску империју.
Натанијел Ротшилд је постао познат по својим значајним филантропским активностима и због тога је био веома популаран међу члановима бечког аристократског друштва, што је помогло имиџу породице, а самим тим и њеном пословању. Осим Беча, био је добротвор заједнице Енцесфелд, где је 1900. изградио основну школу и финансирао друге општинске радове.
Натанијел Анселм фон Ротшилд је умро као нежења 1905. године. Сахрањен је у Средишњем бечком гробљу.